# 新川信号場
新川信号場（しんかわしんごうじょう）は、新潟県胎内市にあった、日本国有鉄道羽越本線の信号場である。

## 歴史
- 1965年（昭和40年）9月1日：新川信号場 - 平木田間の複線化完成に伴い開設[1]
- 1966年（昭和41年）
  - 8月9日：中条 - 新川信号場が複線化、中条 - 平木田間が複線化される
  - 9月20日：廃止[1]

## 構造
中条駅より平木田駅方向に約3.2 km、胎内川の北側にあった。複線始終端型の信号場であったと考えられる。
中条 - 平木田間の複線化に伴い、胎内川にかかる橋梁を新たに架橋したが、橋梁 - 平木田間が全体に先立って完成したため、新川信号場を新設したと思われる。

## 周辺
- 胎内川

## 隣の施設
日本国有鉄道
羽越本線
中条駅 - （新川信号場） - 平木田駅